# Risa Wataya
Risa Wataya (綿矢 りさ, Wataya Risa, 1er février 1984) est une romancière japonaise née à Kita-ku, Kyoto.
À dix-sept ans, pendant ses vacances scolaires, elle écrit une nouvelle, Install (インストール, Insutoru), qui lui vaudra le prix Bungei 2001 (elle en est à l'époque la plus jeune récipiendaire, battue depuis par Minami Natsu, quinze ans).
Son roman Appel du pied (蹴りたい背中, Keritai Senaka), écrit pendant sa deuxième année à l'Université Waseda, lui a valu d'être récompensée, en même temps qu'une autre jeune auteure, Hitomi Kanehara, du plus célèbre prix littéraire japonais, le prix Akutagawa, en 2003. Elle est alors, à dix-neuf ans, la plus jeune auteure à recevoir ce prix.
En 2012, le prix Kenzaburō Ōe lui est attribué pour son roman Pauvre chose.
Plusieurs de ses écrits ont été adaptés au cinéma (Install en 2004, Trembler te va si bien en 2017) et à la télévision (夢を与える, sous le titre To Give a Dream, avec Nana Komatsu et Rinko Kikuchi dans les rôles principaux).

## Liste des œuvres
- 2001 : Install (インストール), roman traduit par Patrick Honnoré, Editions Philippe Picquier, 2006 ; Picquier poche, 2009.
- 2003 : Appel du pied (蹴りたい背中), roman traduit par Patrick Honnoré, Editions Philippe Picquier, 2005 ; Picquier poche, 2008.
- 2007 : Yume o ataeru (夢を与える)
- 2010 : Trembler te va si bien (勝手にふるえてろ), roman traduit par Patrick Honnoré, Editions Philippe Picquier, 2013 ; Picquier poche, 2015.

- 2011 : Pauvre chose (かわいそうだね?), roman traduit par Patrick Honnoré, Editions Philippe Picquier, 2015 ; Picquier poche, 2017.
- 2012 : Hiraite (ひらいて)
- 2012 : Shōga no aji wa atsui (しょうがの味は熱い)
- 2013 : Funshi (憤死)
- 2013 : Daichi no gēmu (大地のゲーム)
- 2015 : Uōkuin kurōzetto - Walk-in closet (ウォークイン・クローゼット)
- 2016 : Tenohira no miyako (手のひらの京)
- 2017 : Watashi o kuitomete (私をくいとめて)
- 2017 : Ishiki no ribon (意識のリボン)
- 2019 : Ki no mi ki no mama (生（き）のみ生のまま)